# Рас (титула)
Рас (арапски рас – „глава“; у неком семитским језицима – „поглавица“, „племенски поглавар“) је у Етиопији титула за феудалне господаре (војводе, кнезове), који су владали, прилично аутономно, великим подручјима. У феудалној хијерархији рас је била највиша почасна титула после негуша (краља односно цара). Од 16. века цареви су давали ту титулу и највишем дворском достојанственику, а касније и принчевима краљевског рода у управницима провинција.